# Don Juan in Leporella
Don Juan in Leporella je drama Žarka Petana iz leta 1992.

## Osebe
- Don Juan
- Leporella
- Soledad
- Anneliese
- Zaročenec
- Beata
- Komendnikov kip

## Zgodba
Slepi Don Juan je pravkar opravil z eno ljubico, surovo jo postavi pred vrata, zdaj nestrpno pričakuje drugo. Ljubice mu dobavlja Leporella, njegova 333. žrtev, ki je od tedaj njegova zvesta služabnica. Kavalir, ki mu do usojenega števila tisoč in tri manjka le še pet žensk, je že precej utrujen, težko čaka, da si bo lahko oddahnil. Leporella si prizadeva, da bi ga spametovala, a ker je vse zastonj, najavo novo ljubico, Anneliese. Sredi ljubezenske predigre plane v sobo z vestjo, da Anneliesin zaročenec razbija po vratih in hoče zapeljivca ubiti. Don Juan se skrije pod posteljo, Leporella pa zaigra prizor z domnevnim zaročencem: ta jo zaslišuje, grozi, nazadnje jo posili, da bi se pohotnežu maščeval z isto mero, in odide, obljubljajoč mu smrt. Tudi ta Leporellin manever je zastonj, Don Juan prizora niti slišal ni, preveč ga zanima, kakšna bo naslednja ljubica. Pride Beata, a ta je za zapeljivca razočaranje, saj kar sama zleze v posteljo; Juanu očita impotentnost in grozi, da bo to njegovo sramoto razglasila po vsej Sevilli. Juan jo nažene in sede k večerji, tedaj pa vstopi Komendnikov kip, ki ga je bil Juan v objestnosti povabil na večerjo. Ko si sežeta v roke, začne Juana požirati nevidni ogenj, umira. Leporella v paniki razkrije prevaro: ona je zaigrala Komendnikov kip, da bi ga streznila, ona je bila vse ženske, ki jih je zapeljal, odkar je zapustil njo, ker ga je brezumno ljubila. Medtem Don Juan umre, Leporella pa upa, da njene izpovedi ni slišal, da je umrl srečen, zaverovan v svojo moč neubranljivega zapeljivca, ko je bil v resnici zvest zapečkar. Odslej bo igrala le še eno vlogo: vdovo Don Juana.